# Ostendorf (Meitingen)
Ostendorf ist ein Kirchdorf und Ortsteil des Marktes Meitingen im schwäbischen Landkreis Augsburg in Bayern (Deutschland).
Ostendorf gehört zu den Grenzorten des alemannischen Dialektraums zum Bairischen.

## Geschichte
Ein römischer Gutshof und ein im Chor der Filialkirche eingemauerter Römerstein zeugen von jener Epoche. Die eigentliche Besiedlung des Ortes erfolgte wohl im 4./5. Jahrhundert im Zuge der germanischen Landnahme.
Bis 1818 gehörte Ostendorf zur Gemeinde Westendorf. Anschließend (zweites Gemeindeedikt) bis zur Gebietsreform in Bayern am 1. Juli 1972 gehörte die dann selbstständige Gemeinde Ostendorf zum Landkreis Wertingen. Sie wurde dem Landkreis Augsburg-West (ab dem 1. Mai 1973 Landkreis Augsburg) zugeschlagen und am selben Tag nach Meitingen eingemeindet. Ostendorf führte ein eigenes Gemeindewappen.
Die Filialkirche St. Michael wurde in der ersten Hälfte des 16. Jahrhunderts erbaut und 1682 barockisiert. Am 9. Juli 2009 besuchte der ehemalige Bischof von Augsburg, Walter Mixa, die Ostendorfer Kirche, um sie nach der Renovierung einzuweihen.
Ostendorf gehört zur katholischen Pfarrei Sankt Georg in Westendorf im Bistum Augsburg.